# Tirtsi
Der Tirtsi-Fluss (estnisch: Tirtsi jõgi) ist ein Fluss auf der Insel Saaremaa in Estland. Seine Länge beträgt 13 km, sein Einzugsgebiet 46,9 km².
Der Fluss entspringt ca. 1,5 km nördlich des Dorfes Sauvere. Er mündet in die Bucht von Küdema in die Ostsee.
Trotz seiner Sommertemperatur von ca. 21 °C ist der Fluss bekannt für seinen Reichtum an Bachforellen und Flusskrebsen.

## Belege
1. 1 2 3  Ausführlichere Beschreibung (estnisch)